# تنكر

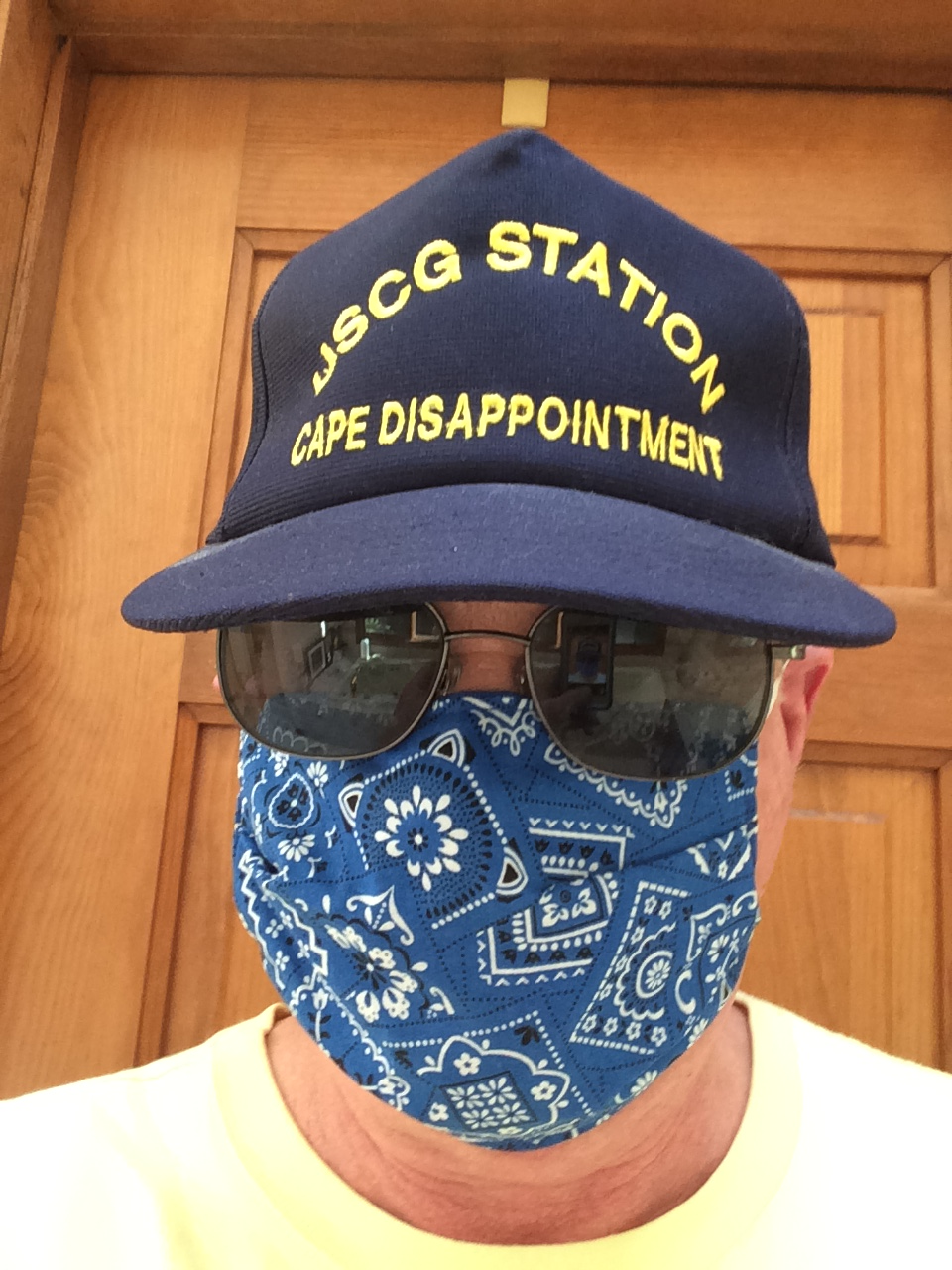
تنكر

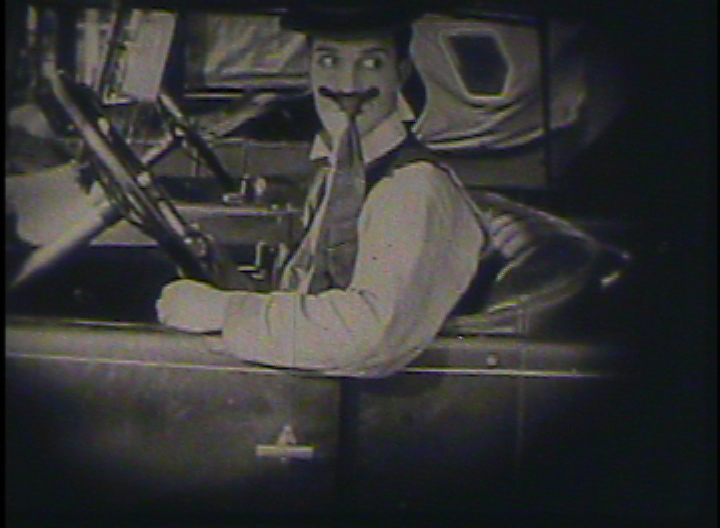
باستر كيتون يستخدم ربطة عنقه للتنكر

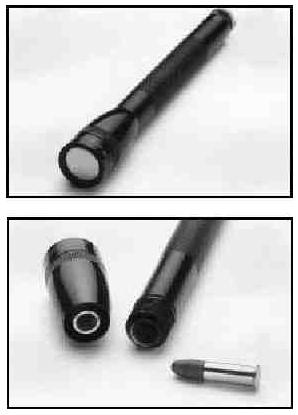
بندقية نُكِّرَت على شكل ماغليت

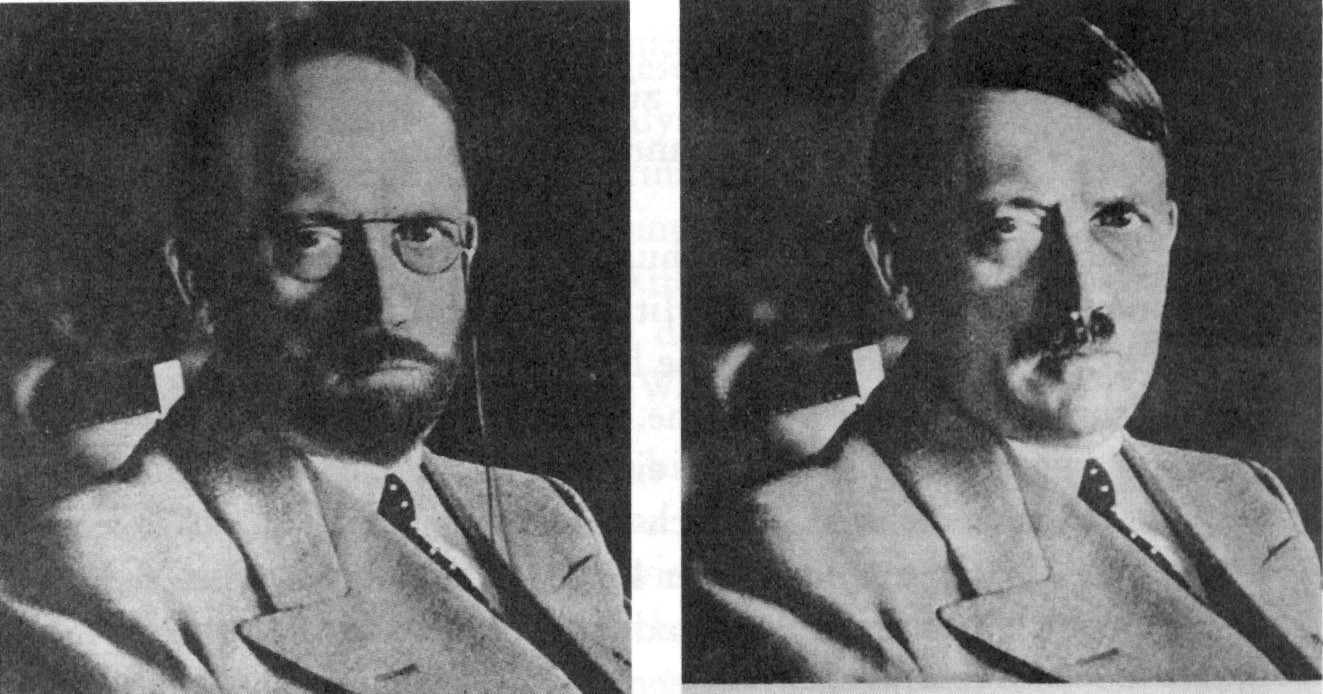
أدولف هتلر صوره جهاز الخدمة السرية الأمريكي في زيّ تنكري محتمل عام 1944

يمكن أن يكون التنكر أي شيء متخفٍ يخفي هوية الشخص أو يغير من مظهره الجسدي، بما في ذلك الشعر المستعار أو النظارات أو المكياج أو الشارب المزيف [الإنجليزية]
 أو الزي أو شيء آخر. التمويه هو نوع من التنكر للأشخاص والحيوانات والأغراض. وتستخدم أيضًا القبعات، والنظارات، وتغييرات في تسريحة الشعر الطبيعي أو المستعار، وجراحة التجميل، والمكياج.
يمكن للمجرمين والإرهابيين والعملاء السريين وعملاء القوات الخاصة الذين يسعون إلى تجنب التعرف عليهم استخدام التنكر. قد يذهب الشخص الذي يعمل لصالح وكالة يحاول الحصول على معلومات "سريًا" للحصول على معلومات دون أن يتعرف عليه الجمهور؛ وقد يذهب أحد المشاهير "متخفيًا" لتجنب اهتمام الصحافة غير المرحب به. وغالباً ما تظهر الاحتجاجات أشخاصاً يرتدون أزياءً فكاهية، في حين تستخدم أحيانًا أعمال الدعاية السياسية والمقالب التنكر والخداع. غالبًا ما يستخدم الأبطال الخارقون التنكر في الكتب المصورة والأفلام، وفي الخيال العلمي قد يستخدمها الكائنات الفضائية. يعد ارتداء الأزياء التنكرية تقليدًا في الهالوين.